# Takoyaki
Takoyaki (たこ焼き ou 蛸焼) (literalmente polvo frito ou grelhado) é um bolo popular de formato redondo com origem no Japão, que se assemelha na práctica a uma panqueca temperada feita com uma massa muito mole, quase líquida, e frita em chapa especial para Takoyaki. Normalmente é recheado com pedaços cortados ou um polvo pequeno inteiro, raspas de tempura (tenkasu), gengibre picado e cebolinho picado.

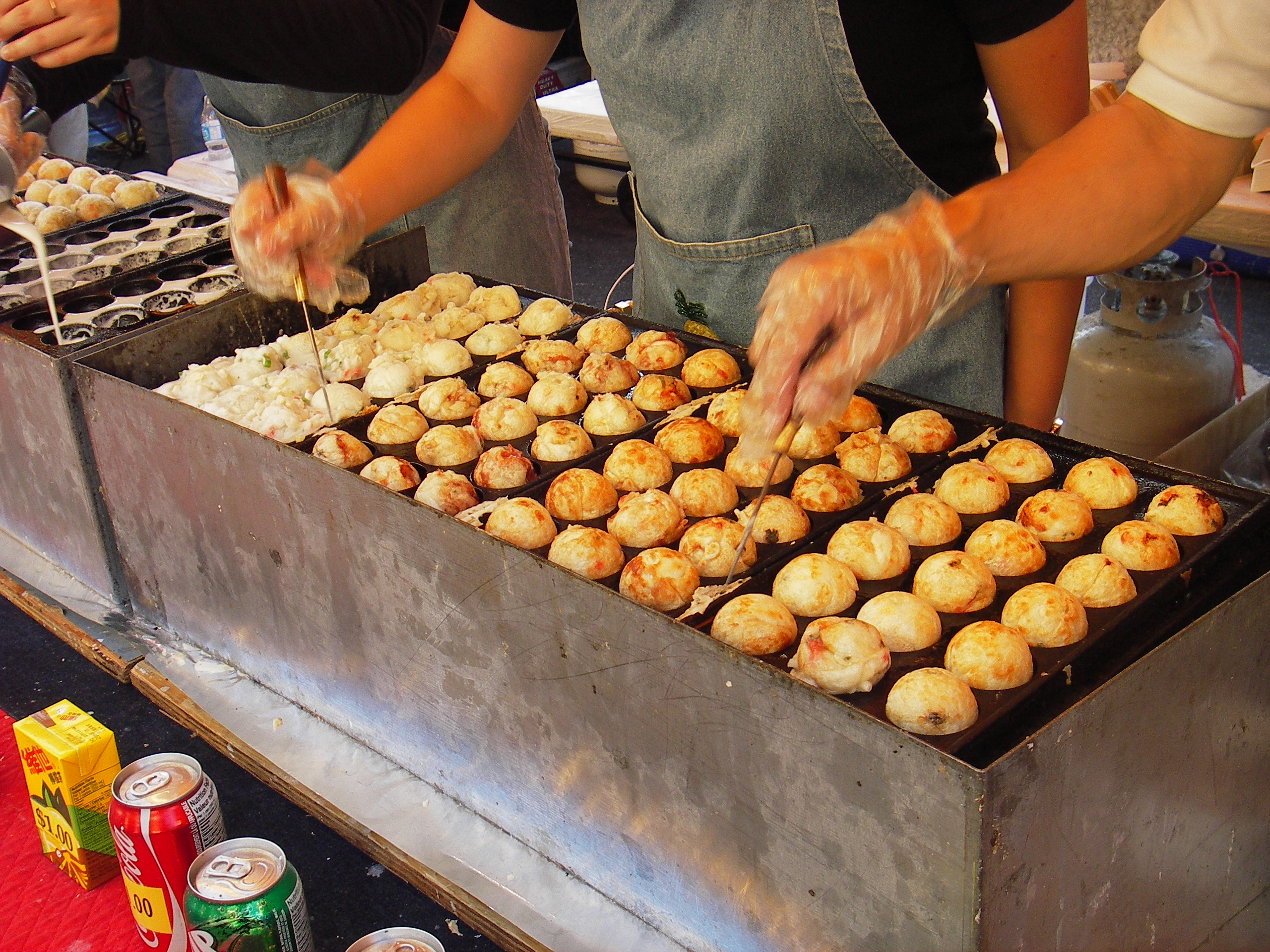
Fabrico do takoyaki

Nos dias de hoje, tornou-se comum temperar esta iguaria com um molho especial de takoyaki e maionese, e coberto com alga verde (nori) e katsuobushi (raspas de Bonito). Há muitas variações na receita do takoyaki. Por exemplo, ponzu (shoyu com dashi e vinagre), goma-dare (molho de vinagre e sésamo ou dashi com vinagre).
Começou por se popularizar em Osaka, onde o dono de uma barraca de rua chamado Tomekichi Endo ficou com a fama pela invenção, em 1935, sobre a influência de um bolinho chamado Akashiyaki.  O takoyaki surgiu em Kansai, mas logo se espalhou para Kanto e outras áreas. Hoje, é popular em muitas regiões do Japão. Pode ser comprado em muitas barracas de rua (yatai) e actualmente existem muitos restaurantes especializados em takoyaki que são muito populares. Tanto Osaka como a região de Kansai são famosas por este prato. É muito vendido em centros comerciais, supermercados e lojas diversas. Além disso, takoyakis congelados são exportados para o exterior.
Yaki deriva de "yaku" (焼く), que é um dos métodos presentes na culinária japonesa, significando fritar ou grelhar, e pode ser encontrado no nome de outros pratos da cozinha japonesa, tais como teppanyaki, yakitori, teriyaki e sukiyaki.

## A chapa de Takoyaki

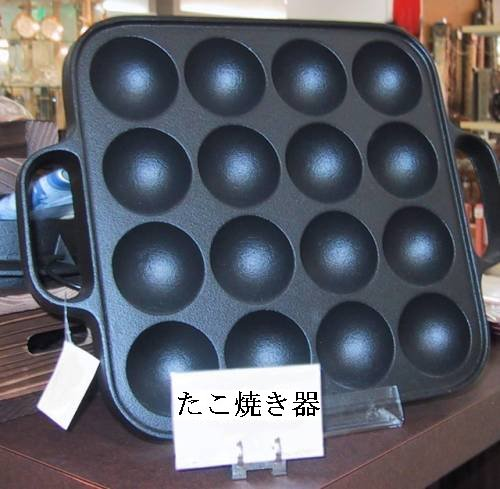
Chapa de takoyaki para 16 bolinhos

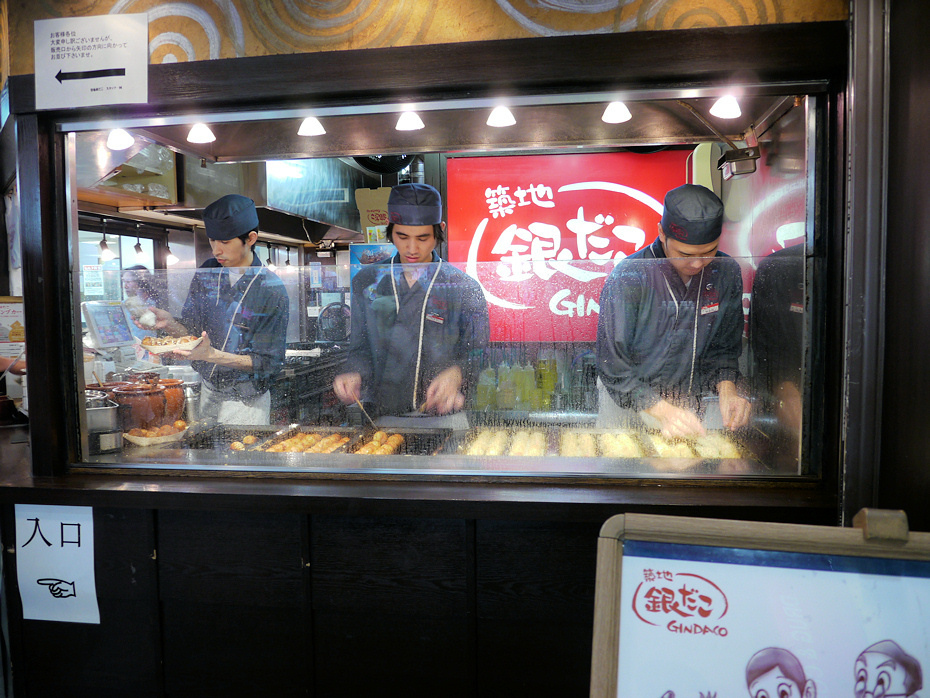
Cozinha aberta

Uma chapa de takoyaki (たこ焼き器, takoyakiki) ou, mais raramente, takoyaki-nabe (たこ焼き鍋), é normalmente feita de ferro fundido com moldes meio-esféricos. O ferro pesado aquece o takoyaki uniformemente. Fogões a gás comerciais normalmente são usados nos festivais japoneses ou nas barracas de rua. Para uso doméstico, existem versões elétricas que se parecem com uma chapa; versões para fogão também existem.
As chapas de takoyaki são parecidas, em termos de forma, materiais e uso, com as chapas de æbleskive, apesar de que elas são normalmente usadas com outros recheios ao invés de polvo. Nos Estados Unidos, chapas de æbleskive foram recentemente mostradas nas propagandas de chapas de panqueca no programa televiso call-to-order.